# Ngựa Karabakh
Ngựa Karabakh (tiếng A-rập: Qarabağ atı), còn được gọi với nhiều cái tên khác là Ngựa Karabai hoặc Karabakhskaya trong tiếng Nga, là một giống ngựa phù hợp với định hình vùng núi và thảo nguyên. Nó được đặt tên theo khu vực địa lý nơi giống ngựa ban đầu được phát triển: Karabakh ở miền nam Caucasus, một khu vực thuộc Azerbaijan nhưng phần cao nguyên nằm dưới sự kiểm soát của sự chiếm đóng của Armenia vốn không được công nhận. Giống ngựa này được đánh giá cao về tính khí tốt và tốc độ của nó; vào năm 2004, một con ngựa Karabakh tên Kishmish từ trại Agdam ở Azerbaijan đã chạy đến 1.000 mét trong một phút, chín giây và 1.600 mét trong một phút, 52 giây.
Karabakh được cho là chịu ảnh hưởng của ngựa Ba Tư và các giống ngựa Akhal-Teke, Kabarda, Turkoman và Ả Rập, và nó ảnh hưởng đến sự phát triển của Ngựa Don Nga trong thế kỷ 19. Nó được nhân giống chủ yếu ở vùng Shaki của Azerbaijan. Số lượng cá thể giống này hiện dưới 1.000 và nó đang bị đe dọa tuyệt chủng.
Ngựa Karabakh là động vật quốc gia của Azerbaijan và là biểu tượng chính thức của các quận Agdam và Shaki. Con ngựa, có tầm quan trọng văn hóa lớn đối với người dân Azerbaijan, xuất hiện trong văn học và trên tem bưu chính. Logo của Qarabağ FK cũng có chưa hình ảnh của hai con ngựa nuôi.